# Sobolewskia
Sobolewskia es un género de fanerógamas de la familia Brassicaceae.  Comprende 7 especies descritas y de estas solo 3 aceptadas.

## Taxonomía
El género fue descrito por Friedrich August Marschall von Bieberstein y publicado en Fl. Taur.-Caucas. 3: 421. 1819; et Cent. Pl. Rar. 2: t. 59. 1832.

## Especies aceptadas
A continuación se brinda un listado de las especies del género Sobolewskia aceptadas hasta septiembre de 2013, ordenadas alfabéticamente. Para cada una se indica el nombre binomial seguido del autor, abreviado según las convenciones y usos.
- Sobolewskia caucasica N. Busch
- Sobolewskia clavata Fenzl
- Sobolewskia sibirica (Willd.) P.W.Ball